# جراحة حول ذروية
الجراحة حول الذروية (بالإنجليزية: Periradicular surgery)‏ في تخصص علاج الجذور في طب الأسنان تجري على سطح الجذر الخارجي. تشتمل أمثلة الجراحة حول الذروية على استئصال الذروة، واستئصال الجذر، وإصلاح انثقاب الجذر أو عيوب الارتشاف (الامتصاص)، وإزالة الأجزاء المكسورة من السن أو مادة الحشو المتجاوزة، والجراحة الاستكشافية من أجل البحث عن كسور الجذر.
قد تكون الأعراض ناتجة عن إنتان في الأنسجة حول ذروة الأسنان معالَجة الجذر، التي يمكن أن تعوق شفاء السن بعد علاج قناة الجذر التقليدية. بعد إزالة اللب، فإن الهدف من علاج القناة اللبية هو إغلاق الفراغ من أجل منع المزيد من التلوث البكتيري والسماح بشفاء الأنسجة المحيطة بالذروة. تتراوح معدلات نجاح علاج قناة الجذر من 47% إلى 97%؛ قد يكون الفشل بسبب الفراغات في حشو قناة الجذر، أو حشوة الجذر القصيرة جدًا أو وجود آفة حول ذروية مسبقًا.
تنطوي خيارات العلاج على إعادة العلاج المحافظة (غير الجراحية) لقناة الجذر أو الجراحة حول الذروية. على الرغم من سهولة الوصول إلى حجرة اللب والقنوات وتنظيفها بعد الجراحة، فهي غير مستحبة عند بعض المرضى.
مراحل الجراحة حول الذروية بالترتيب:
1. التخدير الموضعي
2. تصميم الشريحة
3. إزالة العظم
4. الكشط (التجريف)
5. استئصال الذروة
6. التحضير والحشو الراجع
7. إغلاق الجرح

## دواعي الاستعمال
يُنصح بالجراحة حول الذروية بشكل كبير في حال فشل العلاج اللبي المحافظ سابقًا. بشكل عام تُفضل إعادة معالجة الجذر المحافظة، لكن في حال كانت إعادة المعالجة غير ممكنة ولن تُصحح المشكلة، وفي حال عدم تقبلها من المريض، يشار إلى الجراحة حول الذروية.
قد تمنع بعض المصاعب التشريحية الوصول إلى القناة أو تحضيرها، بما في ذلك تكلس قناة الجذر، والحصيات اللبية، والجذور المنحنية بشدة، والتشعبات الجذرية، والجذور الثانوية، والقنوات الجانبية، والذرى من نوع دلتا، والارتشاف الداخلي والخارجي المقاوم للعلاج التقليدي، والذروة غير المكتملة، وبالتالي استحالة تنظيف وتحضير القناة بشكل كامل.
تشتمل الأخطاء الإجرائية على تشكل الصفيحات، وثقب الجذر أو أرضية حجرة اللب، وتجاوز مواد الحشي، وانكسار الأدوات، أو القنوات غير المملوءة. تتطلب هذه الأشياء الجراحة حول الذروية إن تسببت في حدوث علامات شعاعية لدى المريض أو تورم وألم مستديمين.
تستطب الجراحة الاستكشافية التي تحدد كسور الجذر المحتملة أو الانثقابات وتُصنف ضمن الجراحة حول الذروية.
يمكن استخدام الخزعة في الآفات المشبوهة أو المعندة، أو عندما يكون لدى المريض علامات وأعراض غير مميزة في المناطق المحيطة بها.

## مضادات الاستطباب
تؤخذ عدة عوامل في الاعتبار قبل إجراء الجراحة حول الذروية.
يؤدي المرض الجهازي الشديد إلى ضعف الشفاء بعد الجراحة. ويجب أيضًا مراعاة موقف المريض من الجراحة.
يكون السن غير مناسب للجراحة إن لم يكن له دعم حول لثوي جيد أو ختم تاجي. يجب أن تكون له بنية كافية لدعم الترميم. ويجب أيضًا أن يكون حشو قناة جذر السن من التاج خيار العلاج الأول في معالجة الالتهاب السني. لا ينظر إلى الجراحة حول الذروية إلا إذا استمر الالتهاب بعد العلاج التقليدي لقناة الجذر. يجب مراعاة نظافة فم المريض؛ تزيد سوء العناية الفموية من خطر العدوى وتضعف شفاء موقع الجراحة.
يمنع عدم الوصول الجراحي المناسب إلى الموقع استخدام الجراحة حول الذروية؛ ويحمل قطع اللثة بالقرب من الهياكل التشريحية المهمة -مثل حزم الأوعية الدموية العصبية- خطر خدر الفك الدائم. يجب أيضًا مراعاة بنية العظام غير العادية وترتيب الجذور.
يجب مراعاة مهارة الجراح وخبرته، والتسهيلات المتاحة.